# پاول (خاش)
پاول یک منطقهٔ مسکونی در ایران است که در دهستان سنگان واقع شده‌است. پاول ۱۱۸ نفر جمعیت دارد.